# (73275) 2002 JT53
(73275) 2002 JT53 – planetoida z pasa głównego asteroid okrążająca Słońce w ciągu 4,23 lat w średniej odległości 2,61 j.a. Odkryta 9 maja 2002 roku.